# Jimmy Olsen
James Bartholomew “Jimmy” Olsen è un personaggio dei fumetti statunitensi creato da Jerry Siegel (testi) e Joe Shuster (disegni), pubblicato dalla DC Comics. La sua prima apparizione avviene in Action Comics (Vol. 1) n. 6 (novembre 1938).
Jimmy Olsen è un giovane fotoreporter e giornalista investigativo del Daily Planet di Metropolis, molto amico sia di Lois Lane che di Clark Kent, ha un ottimo rapporto anche col caporedattore Perry White, ma è pubblicamente noto soprattutto per essere il “migliore amico di Superman” (Superman's Pal), nonché l’unico in grado di fotografarlo durante le sue imprese. Olsen considera i suoi colleghi modelli di riferimento e figure genitoriali. Pur essendo un valido e fedele alleato dell’Uomo d’Acciaio, il personaggio è altrettanto celebre per la sua tendenza a mettersi nei guai.

## Storia editoriale
In una storia scritta da Jerry Siegel, disegnata da Joe Shuster, pubblicata su Action Comics n. 6 e datata novembre 1938, compare un "fattorino" innominato con un farfallino retroattivamente ritenuto essere la prima apparizione del personaggio, sebbene si sia speculato potesse trattarsi di una coincidenza. In seguito il produttore Bob Maxwell ha introdotto per la prima volta "Jimmy Olsen" in un episodio del radiodramma The Adventures of Superman, dove è stato doppiato prima da Jackie Kelk e poi da Jack Grimes, esordendo in "The Emerald of the Incas", trasmesso il 15 aprile 1940. Nei fumetti invece, dopo altre otto apparizioni innominate, il personaggio è stato ufficialmente introdotto come Jimmy Olsen dal n. 13 del primo volume di Superman (novembre-dicembre 1940), diventando uno dei personaggi di supporto più ricorrenti delle testate su Superman, tanto da essere protagonista di alcune strisce a fumetti quotidiane del supereroe dal 1944 ed ottenere un proprio radiodramma spin-off in cui allena una squadra di baseball, Clan of the Fiery Cross, nel 1946. È tuttavia l'interpretazione di Jack Larson in Adventures of Superman a rendere Jimmy Olsen tanto popolare tra il pubblico, portandolo a iniziare a venire caratterizzato come "giovane reporter" anziché fattorino ed ottenere, dal 1954, una propria testata a fumetti: Superman's Pal Jimmy Olsen, che nel primo numero introduce l'orologio segnalatore del personaggio.
La gestione di Superman's Pal Jimmy Olsen iniziata col numero 22 da Mort Weisinger è divenuta celebre per le pittoresche avventure in chiave slapstick, le numerose trasformazioni grottesche del personaggio e le situazioni spesso ai limiti del surreale, diventando una delle testate campioni d'incassi della DC Comics nel corso degli anni '60 con una stima di 520,000 copie vendute al mese e venendo ristampata in 80-Page Giant n. 2 e 13, rispettivamente del 1964 e del 1965. Nel 197o Jack Kirby prende le redini della testata annettendola al suo Quarto Mondo e facendo comparire sulle sue pagine oltre a personaggi di sua creazione come il Guardiano e la Legione degli Strilloni anche vampiri, il mostro di Loch Ness, un supercriminale sputafuoco, e il comico Don Rickles.
Tra aprile e maggio 1974 la nuova serie antologica The Superman Family incorpora al suo interno sia Superman's Pal Jimmy Olsen che Superman's Girl Friend, Lois Lane e Supergirl dove Jimmy inizia a comparire con l'alter ego del giornalista investigativo di WGBS-TV "Mr. Action" in storie di crimini urbani scritte da autori quali Leo Dorfman e Cary Bates, generalmente illustrate da Kurt Schaffenberger, fino alla chiusura della serie nel settembre 1982. Dopodiché il personaggio ha continuato a fare da comprimario sulle serie dedicate a Superman ed è apparso di frequente in DC Comics Presents.
Un secondo volume di Superman's Pal Jimmy Olsen è stato pubblicato nel settembre 2019 come miniserie in 12 parti incorporando elementi delle storie anni '50 alla continuity del moderno Universo DC e caratterizzandosi per una forte rottura della quarta parete. La serie, scritta da Matt Fraction e illustrata da Steve Lieber, nel 2020 ha ricevuto una menzione onoraria nel sondaggio dei critici Publishers Weekly.

## Biografia del personaggio

### Pre-Crisi
Nato a Mapleton, Utah, Jimmy Olsen è un orfano che cresce da solo ignorando il fatto che suo padre, l'archeologo Mark Olsen sia in realtà ancora vivo e lo abbia abbandonato. Da adolescente inizia a lavorare come fattorino a Metropolis per il celebre quotidiano Daily Planet sotto la guida del caporedattore Perry White, che prega sovente di assegnargli più lavori sul campo, soprattutto dopo essere diventato apprendista reporter. Qui conosce Lois Lane e Clark Kent, stringendo una solida amicizia con entrambi mentre, inoltre, con l'apparizione di Superman, Jimmy diventa il solo capace di fotografarlo, spesso arrivando a rischiare la vita pur di riuscirci, motivo per cui l'Uomo d'Acciaio, colpito dal suo entusiasmo, lo prende sotto la sua ala regalandogli un orologio speciale con cui chiamarlo in caso di necessità.
Nel corso degli anni, Jimmy Olsen si costruisce un proprio personale kit da investigatore completo di vari travestimenti, stringe amicizia col pilota dell'elicottero del Daily Planet Jumbo Jones, che lo accompagna spesso in giro per il mondo, inizia a fare una vita privilegiata poiché "amico di Superman" ottenendo perfino un proprio fan club e vive una tumultuosa relazione sentimentale con Lucy Lane, sorella minore di Lois con cui arriva a sposarsi in due differenti occasioni salvo però vedere la cerimonia puntualmente annullata.
Nel corso delle sue numerose avventure, Jimmy diventa membro onorario della Legione dei Super-Eroi dopo aver temporaneamente ottenuto, in varie occasioni, poteri elastici ed assunto l'identità del Ragazzo Elastico, inoltre nel corso di un viaggio su Kandor, lui e Superman vestono rispettivamente le identità segrete dei vigilanti Flamebird e Nightwing. Tempo dopo viene ufficialmente promosso reporter e, ottenuta maggiore fiducia in sé stesso, si lancia sempre più di frequente in reportage in solitaria investigando sull'Intergang e sul "Progetto D.N.A." oltre che su questioni di interesse pubblico con lo pseudonimo di "Mr. Action" per l'emittente WGBS-TV di Morgan Edge.

### Post-Crisi
Nell'Universo DC generato in seguito a Crisi sulle Terre infinite, Jimmy Olsen è nato a Yonkers, New York, da Jake e Sarah Olsen, che tuttavia lo ha cresciuto da sola dopo la scomparsa in missione del marito, agente governativo. Ispirato dall'attività di edicolaia della madre, Jimmy ha iniziato a lavorare come stagista al Daily Planet durante le scuole medie, per poi venire promosso fotoreporter e fare amicizia con Lois Lane e Clark Kent, inoltre, dopo la comparsa di Superman è Jimmy stesso a costruire l'orologio multiuso con cui contattarlo tramite ultrasuoni, impressionando il kryptoniano e portando all'inizio della loro amicizia.
Nel momento in cui Superman trova l'Eradicatore nello spazio e lo porta sulla Terra, questi conferisce a Jimmy una serie di strani poteri nocivi per la sua salute dai quali viene curato grazie al Progetto Cadmus, sebbene come effetto collaterale diventi temporaneamente calvo, motivo per il quale si allontana da Superman e inizia a frequentare il club di Angelica Blaze, trovandosi coinvolto nella sparatoria che provoca la morte di Perry White, Jr. e venendo salvato da Superman, con cui si riconcilia poco dopo. In seguito Jimmy viene licenziato da Samuel Foswell, sostituto temporaneo di Perry al Daily Planet, e, non potendosi più permettere un affitto, finisce a dormire nella propria auto tentando invano di farsi assumere alla testata giornalistica di Colin Thornton Newstime.
Dopo lo scontro tra Superman e Doomsday è Jimmy a scattare l'iconica fotografia del mantello strappato del supereroe mosso dal vento successivamente usata per annunciare al mondo la morte di Superman. Poco tempo dopo il ritorno di Superman, anche Jimmy torna a lavorare per il Daily Planet sebbene in seguito lo lasci poiché convinto di non essere preso abbastanza sul serio e si faccia quindi assumere alla Galaxy Communications da Cat Grant. Pur diventando smaccatamente più arrogante ed ambizioso, Jimmy mantiene un rapporto molto amichevole con gli ex-colleghi, tanto da fare da testimone al matrimonio tra Lois e Clark.
Dopo aver annunciato di aver scoperto l'identità segreta di Superman e volerla comunicare al mondo intero in diretta mondiale, Jimmy ha una crisi di coscienza e torna sui suoi passi venendo licenziato dalla WGBS ed attirando le ire dell'Intergang che lo costringe a vivere un periodo di latitanza fuori Metropolis, periodo durante il quale ha un breve relazione romantica con la Nuova Dea Misa, che tuttavia apparentemente termina poco dopo che il ragazzo fa ritorno in città e viene riassunto dal Planet.
Durante la guerra di Imperiex, Jimmy si rifugia temporaneamente a Gotham e ha una breve disavventura con Harley Quinn.
A seguito di Crisi infinita, Jimmy prende il posto di Clark Kent dopo che questi viene declassato, provocando una pesante frattura nel loro rapporto, tuttavia nel corso dell'anno successivo i due si riappacificano, Clark riottiene la sua posizione e Jimmy vince un Pulitzer per i suoi sforzi fotografici.

### Crisi finale
Nel corso delle vicende di Crisi finale, Jimmy investiga sulla morte di Duela Dent scoprendo, dopo essere stato attaccato da Killer Croc, di star sviluppando una vasta gamma di superpoteri ed inizia a investigare la loro origine servendosene nei panni del supereroe "Mr. Action". Sebbene fatichi a guadagnarsi il rispetto di gruppi supereroistici come la Justice League o i Giovani Titani le sue nuove abilità gli permettono di realizzare le identità segrete di alcuni supereroi come Robin e Superman, che gli chiede di prendersi cura di Krypto al posto suo.
Jimmy incontra inoltre la Nuova Dea Foraggiere, con cui inizia una relazione sentimentale e che lo informa di essere diventato una sorta di acchiappa-anime per gli spiriti dei Nuovi Dei morenti. Il Monitor Solomon rivela inoltre al ragazzo che i suoi nuovi poteri sono stati riversati dentro di lui da Darkseid come parte di un piano per riplasmare l'Universo a sua immagine poiché consapevole che, in quanto "migliore amico di Superman", sarebbe stato tanto al sicuro da far si che metterli dentro di lui fosse la scelta migliore. In seguito, Mr. Action cerca di impedire che il morbo di Karate Kid diventi una pandemia senza successo e viene catturato da Mary Marvel, manipolata da Darkseid venendo trasformato in un emettitore di radiazioni da Kryptonite per tendere una trappola a Superman nel momento in cui viene a salvarlo salvo venire poi soccorso da Ray Palmer e riportato alla normalità.
Durante lo scontro tra Superman e Atlas, Jimmy nota Nome in Codice: Assassino presente sulla scena e, investigando a riguardo, lo scopre essere il responsabile dell' omicidio di Dubbilex e la Newsboy Legion originale. Dopo aver portato a galla una cospirazione per uccidere Superman, Jimmy inscena la sua morte con l'aiuto di Natasha Irons ed entra in clandestinità.

### New 52eRinascita
In seguito agli eventi di Flashpoint l'Universo DC viene completamente riscritto e rilanciato. Nella nuova realtà narrativa, Jimmy è il rampollo di una ricca famiglia di discendenze tedesche, rimasto orfano di entrambi i genitori a causa di un attacco di Brainiac, ha un fratello maggiore, Julian, e una sorella minore, Janie. Oltre a lavorare per il Daily Planet come fotoreporter, Jimmy ne è il principale finanziatore promuovendolo con una serie via streaming che lo vede protagonista di bizzarre avventure e trasformazioni. Nel corso della sua vita sregolata si è sposato due volte, prima con la ladra di gioielli Jixelle Mantel a seguito di una notte d'ubriachezza a Gorilla City e poi con la gorilla superintelligente Bruna divorziando in entrambi i casi; inoltre, grazie all'aiuto di Eve Teschmacher, scopre di essere imparentato alla lontana con Lex Luthor.
Dopo l'invasione di Ultraman e del Sindacato del Crimine Terra 3, Jimmy viene aggredito dalla versione malvagia dell'amico, che gli rompe una mano, tuttavia riesce a riprendersi e, qualche tempo dopo, inizia una relazione con Siobhan Smythe / Silver Banshee.

## Poteri e abilità
Jimmy Olsen è in genere raffigurato come un comune essere umano, seppur dotato di grandi doti acrobatiche  ed atletiche, fini capacità investigative, di camuffamento e da fotografo, oltre ad essere un abile pilota ed un esperto hacker. Inoltre possiede un orologio speciale in grado di emettere un segnale acuto che solo Superman può sentire, sebbene per sua stessa ammissione si sia rotto da anni e non ha mai funzionato particolarmente bene, motivo per il quale usa in genere il codice Morse per contattare Superman, e continui ad indossare l'orologio solo per far scena.
Soprattutto nel corso della Silver Age, il personaggio si è spesso ritrovato a venire temporaneamente trasformato in maniera grottesca o a travestirsi per vari scopi. Le molte trasformazioni di Jimmy Olsen sono state spesso citate, omaggiata o parodiate nei fumetti successivi e in vari adattamenti.
- Speed Demon: un mese prima del debutto di Barry Allen nei panni di Flash, Jimmy ha temporaneamente ottenuto la supervelocità grazie a una pozione del Professor Claude.[99]
- Radioattivo: dopo essere stato esposto a una sostanza radioattiva, ne ha temporaneamente assorbito le proprietà.[100]
- Super-Cervello: Jimmy si è temporaneamente evoluto in un "uomo del futuro" con poteri mentali sovrumani.[7][101]
- Dopo essere caduto vittima delle macchinazioni della Banda della Barba, Jimmy si ritrova ad avere un'immensa barba dalla crescita incontrollabile.[102]
- Si è scambiato corpo con quello di un gorilla in varie occasioni.[103][96]
- Ragazzo Elastico: in più occasioni, dopo aver assunto un particolare siero, Jimmy ha sviluppato poteri simili a quelli di Elongated Man o Plastic Man,[33][34] assumendo un'identità supereroistica con la quale diviene membro onorario della Legione dei Super-Eroi[35] e che gli viene conferita nuovamente nella continuity post-Crisi sulle Terre infinite dall'Eradicatore.[104]
- Forma aliena: in un'occasione degli alieni provenienti da Giove lo hanno reso uno di loro conferendogli poteri telepatici per una settimana, sebbene trattandosi di una settimana di Giove siano svaniti dopo 70 ore.[105]
- Sputafuoco: dopo un incidente Jimmy ha brevemente ottenuto il potere di sputare fiamme.[106]
- Uomo-Polipo: dopo aver mangiato un frutto extraterrestre a Jimmy sono cresciute temporaneamente altre 4 braccia.[107]
- Genio: dopo aver trovato una lampada magica, il genio che la occupava lo ha ingannato facendogli prendere il suo posto.[108]
- Licantropo: in un'occasione il personaggio si è trasformato in un uomo lupo simile a quello del film I Was a Teenage Werewolf.[7][109]
- Si è travestito da donna in molteplici occasioni differenti.[109][110][111][112][113][114][115]
- Obeso: Jimmy è ingrassato per fermare un contrabbando di gioielli e far colpo su una donna cannone.[116]
- Uomo Tartaruga Gigante: una delle trasformazioni più celebri del personaggio lo vede sottoforma di una sorta di kaijū ibrido tra uomo e tartaruga gigante.[7][117]
- Uomo Porcospino: dopo aver rifiutato le avances di una folletta della Quinta Dimensione, Jimmy è stato trasformato in un uomo porcospino.[118]
- Flamebird: identità supereroistica assunta da Jimmy per fare da spalla a Superman - a sua volta nei panni di Nightwing - durante la permanenza nella città kryptoniana in bottiglia di Kandor.[36] Sebbene i nomi dei personaggi siano derivanti da una coppia di uccelli endocrini del luogo, le suddette identità sono un omaggio del duo a Batman e Robin.
- Bizzarro Jimmy: nonostante esista una controparte di Jimmy Olsen nel Mondo Bizzarro in un'occasione è stato trasformato in una versione Bizzarro di sé stesso.[7][119]
- Per investigare le attività di una setta organizzata come una colonia hippy, Jimmy si è finto uno di loro.[120]
- Dopo aver indossato un'armatura da vichingo, Jimmy ha finito per rimanere suggestionato convincendosi di aver viaggiato nel tempo.[121]
- Steelman: dopo essere stato trasportato su Terra-X a seguito di un'esplosione vulcanica, Jimmy ha ottenuto gli stessi poteri di Superman e adottato un'identità di vigilante mescolando elementi del costume dell'amico e di quello di Batman.[122]
- Ultra Olsen: otenute due metà di un amuleto maya da suo padre e dal Professor Lang, Jimmy ottiene per un tempo limitato poteri divini simili a quelli di Superman.[123][124]

## Altre versioni

### The Nail
In JLA: The Nail Jimmy Olsen è il braccio destro di Lex Luthor e principale sostenitore della sua campagna anti-metaumani; dotato di poteri kryptoniani dal suo capo a seguito di un esperimento genetico, affronta Kal-El finendo per rimanere ucciso.

### Batman di Frank Miller
Nella cosmologia del Cavaliere Oscuro di Frank Miller, James Olsen è un celebre reporter veterano che, in passato, ha lavorato per la Gotham Gazette.

### Superman: Red Son
Nella realtà di Superman: Red Son Jimmy Olsen è un agente della CIA che in seguito diventa Vicepresidente degli Stati Uniti sotto Lex Luthor.

### Superman: Kal
Nella realtà alternativa di Superman: Kal, Jamie Ollson è un rinomato alchimista maestro di Merlino.

### Imperatore Joker
Nell'universo di Superman: Imperatore Joker, Jimmy Olsen, più noto come Gravedigger Lad, è un fedele servitore del Joker.

### All-Star Superman
Nella miniserie All-Star Superman, Jimmy Olsen è un fotografo e collaboratore del Daily Planet che cura una rubrica d'attualità e si vede costretto a trasofrmarsi in Doomsday per fermare Superman dopo che questi viene infettato dalla kryptonite nera.

### Flashpoint
Nell'universo generato da Flashpoint Jimmy Olsen è un agente fedele a Cyborg che, dopo essere stato ucciso nel corso di una missione, viene rimpiazzato da Lois Lane.

### Terra 2
Nell'universo di antimateria di JLA: Terra 2 Jimmy Olsen è un hacktivista che, dopo essersi fuso con la Scatola Madre, diventa un Nuovo Dio con poteri di intangibilità e tecnopatia.

## Altri media

### Cinema
- Jimmy Olsen è stato interpretato al cinema per la prima volta da Tommy Bond in Superman (1948) e nel suo sequel Atom Man vs. Superman (1950).
- Nella prima serie cinematografica, Jimmy Olsen è interpretato da Marc McClure, con la voce italiana di Sandro Acerbo (Massimiliano Alto nell'edizione estesa) Marzio Margine (in Supergirl) e Massimo Pizzirani (quarto film), in Superman (1978), Superman II (1980), Superman III (1983), Supergirl - La ragazza d'acciaio (1984) e Superman IV (1987), mentre nel prosieguo del 2005 Superman Returns da Sam Huntington, con la voce italiana di Davide Perino.
- Nel film d'animazione Superman: Brainiac Attacks, Jimmy Olsen è doppiato da David Kaufman.[136]
- Il personaggio compare in Superman: Doomsday - Il giorno del giudizio, doppiato da Adam Wylie[136] con la voce italiana di Davide Perino.
- Jimmy Olsen ha un cameo muto in Justice League: The New Frontier.
- Mister Action, doppiato da Richard Green,[136] compare in Justice League - La crisi dei due mondi dove è la spalla di Ultraman e possiede poteri simili a quelli di quest'ultimo.
- Jimmy Olsen compare in All Star Superman, doppiato da Matthew Gray Gubler.[136]
- Il personaggio compare in Justice League: Doom doppiato da David Kaufman.[136]
- In Superman vs. The Elite Jimmy Olsen è doppiato da David Kaufman.[136]
- Il personaggio, doppiato da Alexander Gould, compare in Superman: Unbound.[136]
- In Justice League: Il trono di Atlantide Jimmy Olsen è doppiato da Patrick Cavanaugh.[136]
- Jimmy Olsen, doppiato da Yuri Lowenthal, compare nel film d'animazione Justice League: Gods and Monsters.
- Nel film DCEU Batman v Superman: Dawn of Justice (2016) Jimmy Olsen, interpretato da Michael Cassidy[137] con la voce italiana di Marco Vivio, è un agente della CIA che si passa per fotografo durante una spedizione di Lois Lane in Africa finché viene scoperto e ucciso dai terroristi.[138]
- In LEGO DC Comics Super Heroes: The Flash il personaggio è doppiato da Eric Bauza.[136]
- Jimmy Olsen, doppiato da Max Mittelman, compare nel film DCAMU The Death of Superman e nel suo sequel Il regno dei Superman.[139][136]
- In LEGO DC Super Heroes: Aquaman e la Justice League Jimmy Olsen è doppiato da Eric Bauza.[136]
- James Olsen, doppiato da Phil Morris,[136] compare in Superman: Red Son dove è il successore di Lex Luthor alla carica di Presidente degli Stati Uniti.
- Zach Callison dà la voce al personaggio in Lego DC: Shazam contro Black Adam.[136]
- In Injustice, Jimmy Olsen è doppiato da Zach Callison.[140]
- Il personaggio fa un'apparizione muta in Space Jam: New Legends.
- Una versione afroamericana di Jimmy Olsen appare, doppiatoo da Zeno Robinson,[136] in Batman e Superman: La Battaglia dei Super Figli
- In Scooby-Doo e Krypto! Jimmy Olsen è doppiato da James Arnold Taylor,[141][142] con la voce italiana di Alessandro Campaiola, e rappresentato come un amico d'infanzia di Daphne Blake.
- Nel franchise del DC Universe (DCU) Jimmy Olsen, interpretato da Skyler Gisondo con la voce italiana di Davide Perino, compare in Superman (2025)[143][144] in tale versione è un fotografo e reporter investigativo del Daily Planet dotato di un grande ascendente sulle donne che, in passato ha avuto una relazione con Eve Teschmacher.

### Televisione
- Nella serie animata di degli anni quaranta Jimmy Olsen è doppiato da Jack Mercer.
- La prima apparizione televisiva live-action del personaggio avviene in Adventures of Superman, dove è interpretato da Jack Larson.
- Mark L. Taylor dà la voce al personaggio in Superman.
- Il personaggio, doppiato da David Kaufman, ha un ruolo ricorrente della serie animata DCAU Superman e successivamente ha delle apparizioni minori in vari episodi di Justice League[136] e dei cameo muti in Justice League Unlimited dove, peraltro, in un episodio compare un kaijū ispirato alla sua forma di Uomo Tartaruga Gigante.
- Jimmy Olsen, interpretato da Michael Landes con la voce italiana di Sergio Luzi (prima stagione) e da Justin Whalin con la voce italiana di Massimiliano Manfredi (dalla seconda), compare nella serie televisiva Lois & Clark - Le nuove avventure di Superman, dove è caratterizzato come un ingenuo ragazzo appassionato di informatica. La sostituzione dell'interprete tra la prima e la seconda stagione è stata dovuta al fatto che Landes fosse troppo vicino all'età del protagonista Dean Cain.[145][146]
- Jimmy Olsen, doppiato da Jack De Sena,[136] compare in un episodio di The Batman.
- Nella serie televisiva Smallville Jimmy Olsen, interpretato da Aaron Ashmore con la voce italiana di Davide Perino, compare a partire dalla sesta stagione e ha una relazione con Chloe Sullivan, che sposa nell'ottava stagione prima di venire brutalmente assassinato da Davis Bloome, la parte umana di Doomsday. Al suo funerale viene rivelato che il suo nome per intero era "Henry James Olsen", mentre suo fratello minore - il Jimmy Olsen dei fumetti - percorre poi i suoi passi andando a lavorare al Daily Planet nel finale della serie, dove è interpretato a sua volta da Ashmore.
- In Batman: The Brave and the Bold Jimmy Olsen è doppiato da Alexander Polinsky.[136]
- Il personaggio, doppiato da Dee Bradley Baker,[136] compare nella serie animata Young Justice.
- Jimmy Olsen compare in DC Nation Shorts, doppiato da Elisha Yaffe.
- In Justice League Action, il personaggio è doppiato da Max Mittelman[136] e gestisce un sito web d'informazione chiamato "Jimmy Live".
- James Olsen, interpretato da Mehcad Brooks[147] con la voce italiana di Stefano Crescentini, è uno dei personaggi principali della serie Arrowverse Supergirl. In tale versione è afroamericano nonché un'ex-fotografo del Daily Planet assunto come direttore artistico alla CatCo[148] ed un fedele alleato sia di Superman che di Supergirl, dei quali conosce le identità segrete; col progredire della serie, oltre a diventare il nuovo amministratore delegato della CatCo inizia a sua volta l'identità di vigilante nei panni di Guardian,[149] salvo poi abbandonare entrambe le posizioni e fare ritorno alla sua città natale, Calvintown, per aprire un proprio quotidiano.
- Il personaggio compare in DC Super Hero Girls doppiato da Ben Giroux.
- In My Adventures with Superman viene presentata una versione afroamericana del personaggio, doppiata da Ishmael Sahid.[150][136] Tale versione è il miglior amico e compagno di stanza di Clark Kent, nonché unica persona, quantomeno inizialmente, a conoscenza del suo segreto, suo compagno di stage al Daily Planet e responsabile della pagina social "Flamebird".
  - In un episodio compare inoltre una sua versione alternativa di nome "Jalana Olsen" doppiata da Kimberly Brooks.
- Nella quarta stagione di Superman & Lois Jimmy Olsen è interpretatoa da Douglas Smith[151] e ha una sorella, Janet.
- Nella serie animata Harley Quinn Jimmy Olsen è doppiato da Drew Massey.[152]

### Videogiochi
Jimmy Olsen appare nei seguenti videogiochi:
- Superman 64 (1999)
- Superman: The Man of Steel (2002), doppiato da Dave Gochman.[136]
- Superman: Shadow of Apokolips (2002), doppiato da David Kaufman.[136]
- DC Universe Online (2011), doppiato da Brandon Young.
- LEGO DC Super-Villains (2018), doppiato da Max Mittelman.

### Varie
- Jimmy Olsen compare per la prima volta, doppiato prima da Jackie Kelk e poi da Jack Grimes, nel serial radiofonico The Adventures of Superman.
- Il personaggio compare nella miniserie DC Universe Online: Legends, tratta dall'omonimo MMORPG[153][154] dove viene esposto ai naniti di Brainiac e diventa un metaumano dalle fattezze rettiliane.[155]
- La versione DCAU di Jimmy Olsen compare in Superman Beyond, dove viene rivelato che ha rilevato il Daily Planet a seguito del pensionamento di Perry White.[156]
- Nel prequel a fumetti di Injustice: Gods Among Us Jimmy Olsen viene ucciso dal Joker durante un appostamento con Lois Lane.[157]

## Impatto culturale
- Jimmy Olsen ha ispirato la canzone del 1991 degli Spin Doctors "Jimmy Olsen's Blues".[158]
- Nella graphic novel del 2010 Chew Jimmy Olsen fa un cameo.[159]